# 소비에트 연방영웅

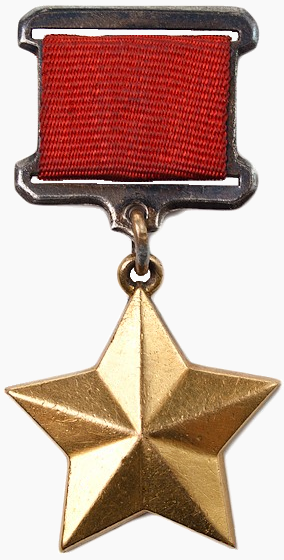
소비에트 연방영웅

소비에트 연방영웅(러시아어: Герой Советского Союза 게로이 소비에츠코고 소유자[*])은 소련 최고의 명예로운 칭호이자, 최고위의 영예 등급이다.

## 개관
소비에트 연방영웅의 칭호가 주어진 자에게는 레닌 훈장(소련 최고의 훈장)과 함께, 소련 최고회의 간부회의에서 우수함의 표시로서 영웅적 행위('gramota')가 증명된 금성 훈장이 주어졌다. 그러나 개인이 여러 번 소비에트 연방영웅의 칭호를 받은 경우에도, 레닌 훈장은 단 한번밖에 주어지지 않았다(시대가 지나며 약간의 예외가 있었다).

## 역사
이 상은 1934년 4월 16일에 창설되었다.
이 칭호를 수여받은 사람은 모두 1만 2745명으로, 대부분이 제2차 세계 대전에서 수여되었다(소비에트 연방영웅 1만1635명 중 2회 수여된 자가 101명, 3회가 3명, 4회가 2명이었다). 유명한 전쟁 영웅 중에는 예를 들면 알렉산드르 마트로소프가 있었다. 그는 적의 기관총을 자신의 몸으로 막아 죽고, 사후에 영웅 칭호를 받았다. 또한 1979년부터 1989년까지 계속된 소련의 아프가니스탄 침공에 있어서의 공로로 65명이 이 칭호를 수여받았다.
최초로 소비에트 연방영웅으로 지정된 사람들은 아나톨리 리아피데프스키 (첫 소비에트 연방영웅), 시기즈문드 레바네프스키, 바실리 몰로코프, 마브리키 슬레프네프, 니콜라이 카마닌, 이반 도로닌, 미하일 보도피아노프 등의 파일럿이었다. 그들은 성공적인 비행조사 및 1934년 2월 13일에 유빙을 만나 북극해에서 침몰한 증기선 첼류스킨 호의 승무원구조의 공적으로 이 상을 수상했다.
파르티잔(빨치산)이었던 조야 코스모데미얀스카야는 1942년 2월 16일에 수상한 여성 수상자이다. 세계에 자랑하는 여성 에이스 파일럿이었던 리디아 리트뱌크는 사후 1990년에 이 영예를 받았다.
101명이 이 상을 2회 받았다. 2회 수여받은 자는 그 공적이 기록된 비석과 그 위에 설치할 수 있었던 동상이 고향 마을에 설치되는 영예를 받았다.
유명한 전투기 파일럿 알렉산드르 포크리슈킨과 이반 코제두브는 소비에트 연방영웅 칭호를 3회 수상했다.
가장 많이 수상된 횟수는 게오르기 주코프와 레오니트 브레즈네프의 4번이다. 본래 이 상은 3번까지밖에 받을 수 없는 것으로 규정에 반하는 것이었다. 1988년에 이 상을 개인이 여러 번 수상하는 것이 금지되었다.
제2차 세계 대전이 끝난 뒤, 이 상의 가치는 떨어졌다. 정치가나 군인이 영웅적 행위 없이 수상했기 때문이다. 게오르기 주코프의 4번째 수상도 그 예로, 1956년 12월 1일에 60세 기념으로 수상했다.
이 상은 개인뿐 아니라 영웅적인 전투를 행한 12개의 도시에게도 주어졌다. 브레스트도 그 예이다.
마지막으로 이 상을 받은 소비에트 연방영웅은 레오니드 미하일로비치 솔로드코프 소위다. 잠수부였던 그는 영웅적인 잠수행위로 1991년 12월 24일에 이 상을 받았다.
소련 붕괴 이후, 러시아·우크라이나·벨라루스 등은 독자적으로 영웅 칭호를 수여하게 되었다.

## 문장
영웅 도시인 세바스토폴의 도시 문장(紋章)에 금성훈장이 나타나 있다.

## 유명한 수상자

### 1회
- 유리 가가린 - 세계 최초의 우주비행사
- 발렌티나 테레시코바 - 세계 최초의 여성 우주비행사
- 조야 코스모데미얀스카야 - 제2차 세계 대전 중의 빨치산. 나치군에 체포, 처형됨.
- 리하르트 조르게 - 스파이
- 레오니트 텔랴트니코프 - 소방관. 체르노빌 사고 진압의 공로로 수여됨.
- 이반 이자코프 - 소련 해군 원수
- 이오시프 스탈린 - 소련 공산당 서기장 (1922년~1953년)
- 니키타 흐루쇼프 - 소련 공산당 제1서기 (1953년~1964년)
- 파벨 그라체프 - 군인, 아프가니스탄 침공 소련군 지휘, 러시아 국방장관이 됨
- 니콜라이 쿠즈네초프 - 제 2차 세계 대전에서 소련 해군 지휘, 소련 해군 원수에 임명 (1945.7),
- 리디아 리트뱌크 - 소련 여성 에이스, 사후 추서
- 이반 판필로프 - 소련 28 보병사단장, 모스크바 공방전에서 전사
- 야코프 파블로프 - 스탈린그라드 전투에서 '파블로프의 집'이라고 불리는 중요한 거점 사수
- 오토 시미트 - 과학자, 북극 탐험가
- 바실리 자이체프 - 스탈린그라드 전투에서 독일군 225명 사살
- 보리스 예고로프 - 우주에 간 첫 내과 전문의(1964년)

### 2회
- 세묜 티모셴코 - 군사령관. 소련군 원수.
- 이반 코네프 - 소련군 원수. 제1 우크라이나 전선 사령관. 바르샤바조약기구군 최고사령관(1955년 ~ 1960년)
- 하지 이사노프 - 소련 육군 소장, 우크라이나, 벨로루시, 발틱국가에서 벌어진 전투에서 소련군지휘함
- 콘스탄틴 로코솝스키 - 소련군 원수. 1944년 11월까지 제1 벨라루스 전선 사령관. 이후 폴란드 국방장관(1949년 ~ 1956년)
- 바실리 추이코프 - 스탈린그라드 62군사령관, 소련군 원수(1955년)
- 알렉산드르 바실렙스키 - 소련 육군 참모총장(1942~1945), 소련 극동군 최고 사령관(1945), 소련 국방장관(1949~1953), 소련 육군 원수(1943년 1월 31일)
- 홉하네스 바그라미얀 - 소련 육군 원수(1955년), 바그라티온작전에서 소련군을 지휘함.
- 알렉세이 레오노프 - 인류 최초 우주 유영(1965년), 소련 공군 소장.
- 파벨 포포비치 - 우주비행사, 보스토크 4호, 소유스 14호에 탑승하여 우주에 갔다옴, 소련 공군 소장.
- 아르템 미코얀 - MIG 전투기 시리즈 설계
- 안드레이 그레치코 - 소련 국방장관(1967년 ~ 1976년), 소련 육군 원수
- 블라디미르 코마로프 - 소련 우주비행사, 소유스 1호 사고로 사망(1967년), 사후 추서
- 알렉산드르 노비코프 - 소련 공군 원수, 소련공군창설자
- 이반 야쿠보프스키 - 바르샤바조약기구군 최고사령관 (1967년 ~ 1976년)
- 시디르 코브파크 - 독소 전쟁에서 우크라이나에서 저항군을 지휘함.
- 아메트 한 술탄 - 독소 전쟁 소련 공군 에이스
- 알렉세이 표도로프 - 우크라이나에서 저항군을 조직하여 지휘함.
- 이사 폴리예프 - 8월 폭풍 작전에서 소련군을 지휘함.

### 3회
- 세묜 부됸니 - 군사령관.
- 이반 코체더프 - 제2차 세계 대전 중에 62기 격추, 연합군 최고에이스, 종전 후 소련 공군 원수가 됨.
- 알렉산드르 포크리슈킨 - 제2차 세계 대전 에이스, 종전 후 소련 공군 원수가 됨.

### 4회
- 게오르기 주코프 - 소련 원수. 제2차 세계 대전 소련군 지휘관.
- 레오니트 브레즈네프 - 1964년 ~ 1982년 소련 공산당 서기장.

### 외국인
- 알제리 - 아메드 벤 벨라, 알제리 제3대 대통령
- 불가리아 - 토도르 지프코프, 불가리아 인민 공화국 대통령
- 불가리아 - 게오르기 이바노프, 불가리아 첫 우주 비행사
- 쿠바 - 피델 카스트로, 쿠바 공산정부의 지도자
- 아프가니스탄 - 압둘 아자흐 모하메드, 아프가니스탄 첫 우주 비행사
- 영국 - 킴 필비, 영국 이중간첩
- 이집트 - 가말 압델 나세르, 이집트 대통령
- 인도 - 락키쉬 샤르마, 인도 첫 우주 비행사
- 헝가리 - 카다르 야노시, 헝가리 공산주의 정치가
- 동독 - 발터 울브리히트, 독일민주공화국 지도자
- 동독 - 에리히 호네커, 독일민주공화국 지도자
- 체코슬로바키아 - 루드비크 스보보다, 공산 체코슬로바키아 대통령
- 체코슬로바키아 - 구스타프 후사크, 공산 체코슬로바키아 대통령
- 시리아 - 모하메드 파리스, 시리아 첫 우주 비행사
- 스페인 - 라몬 메르카데르, 레프 트로츠키 암살
- 베트남 - 팜 투안, 베트남 첫 우주 비행사

## 같이 보기
- 레닌 훈장
- 사회주의 노동영웅
- 러시아 연방영웅
- 우크라이나 영웅
- 벨라루스 영웅